# Sabri Kaliç
Sabri Kaliç (19 de maio de 1966 em Izmir, Turquia - 23 de setembro de 2012 em Izmir) foi um diretor de cinema, cineasta experimental, escritor e tradutor turco.
Depois de receber seu BBA (Bacharelado em Belas Artes) em direção de cinema pela Universidade Dokuz Eylül em Izmir, ele se mudou para Istambul em 1992. Depois de algum tempo como assistente do aclamado diretor de cinema turco Sinan etetin, ele estreou com o filme de televisão Midnight Hitchhiker em 1995.

## Trabalhos publicados
- Sim, mas pode um motor a vapor fazer isso? (Tradução de Woody Allen, Ayrinti Publication, Istambul, 1989) [3]
- Annie Hall (Tradução de Woody Allen, Hil Publication, 1991, Istambul) [4]
- Uma história concisa do filme experimental (Publicação Hil, Istambul, 1992) [5]
- Andy Warhol: Como cineasta experimental (Publicação Yapi Kredi, Istambul, 1997) [6]
- O sapo que assume que é um príncipe (romance) (Stüdyo Imge Books, Istambul, 2001) [7]
- EMINEM (Stüdyo Imge Books, Istambul, 2001) [8]
- Trainspotting (Tradução de Irvine Welsh, Stüdyo Imge Books, Istambul, 2001) [9]
- Ecstasy Club (Tradução de Douglas Rushkoff, Stüdyo Imge Books, Istambul, 2002) [10]
- Restrição dos animais (Tradução de Magnus Mills, Stüdyo Imge Books, Istambul, 2002) [11]
- Mostrar   : Um guia para entender o EMINEM e o hip-hop (Stüdyo Imge Books, Istambul, 2003) [12]
- 2pac Shakur: Morte de um rebelde (Stüdyo Imge Books, Istambul, 2004) [13]
- 24: Achados do Subcomitê Especial da Casa na CTU (Tradução de Marc Cerasini) (Stüdyo Imge Books, Istambul, 2004) [14]
- Verdades triviais (Publicações Aykiri, Istambul, 2004) [15]
- Você é minha mãe, é isso que você é! (Neden Books, Istambul, 2005) [16]
- Você é meu pai, é isso que você é! (Neden Books, Istambul, 2005) [17]
- Dicionário de palavras e expressões estrangeiras em turco (3F Publishing, Istanbul, 2006) [18]
- Gênio no limite: Syd Barrett (Stüdyo Imge Books, Istambul, 2006) [19]
- A Revelação dos Templários (Tradução de Lynn Picnett e Clive Prince, Neden Books, Istambul, 2006) [20]
- Quem venceu as guerras do petróleo? (Tradução de Andy Stern, Neden Books, Istambul 2007) [21]
- LOST: espécies ameaçadas de extinção (Tradução de Cathy Hapka, Neden Books, Istambul 2007)
- Sean Penn: Sua vida e tempos (Tradução de Richard T. Kelly, Studyo Imge Books, Istambul 2007) [22]
- LOST: Identidade Secreta (Tradução de Cathy Hapka, Neden Books, Istambul 2007) [23]
- Michael Jackson: Rei do Pop (Studyo Imge Books, Istambul 2009) [24]
- 100 grandes pensadores de todos os tempos (Maya Books, Istambul 2011) [25]
- Contada na Casa do Café (Tradução de Cyrus Adler e Allan Ramsay, Maya Books, Istambul 2012) [26]
- ANÔNIMO: Piratas dos mares virtuais (Maya Books, Istambul 2012) [27]
- A arte de viver no mundo (Tradução de Baltasar Gracián, Maya Books, Istambul 2012) [28]
- Fatos estranhos, mas verdadeiros, da história da Turquia, Maya Books, Istambul 2012) [29]
- 100 Grandes Romancistas de Todos os Tempos, Maya Books, Istambul 2012) [30]